# Manfred Haake
Manfred Haake (* 9. November 1943 in Jänschwalde, Landkreis Cottbus) ist ein ehemaliger Ruderer aus der DDR. 1966 wurde er Weltmeisterschaftsdritter im Doppelzweier.
Haake vom Berliner TSC stieg 1964 zu Jochen Brückhändler in den Doppelzweier, nachdem Brückhändler zusammen mit Helmut Gerds bereits 1962 und 1963 DDR-Meister geworden war. Haake und Brückhändler gewannen von 1964 bis 1969 fünfmal den DDR-Meistertitel, nur 1967 unterlagen sie gegen Klaus Schäbitz und Joachim Böhmer. 
Bei den Ruder-Weltmeisterschaften 1966 erreichten Haake und Brückhändler den dritten Platz hinter den Booten aus der Schweiz und den USA. Ebenfalls Bronze gewannen die beiden hinter den USA und Österreich bei den Ruder-Europameisterschaften 1969. Lediglich bei den Olympischen Spielen 1968 traten die beiden nicht zusammen an; Manfred Haake erreichte zusammen mit Hans-Ulrich Schmied das Finale und belegte den fünften Platz.